# 専修大学北上福祉教育専門学校
専修大学北上福祉教育専門学校（せんしゅうだいがくきたかみふくしきょういくせんもんがっこう）とは、岩手県北上市にある専修学校。

## 沿革
- 1964年 - 2年制の専修学校として、専修大学北上女子専門学院開校。保育科を設置。
- 1966年 - 附属教育施設として、専修大学北上幼稚園を開園。
- 1976年 - 専修学校として認可を受ける。校名を専修大学北上保育専門学校に改称。
- 1991年 - 福祉介護科を新設。校名を現校名に改称。
- 2006年 - 校舎を現所在地に移転。

## 運営主体
- 学校法人北上学園

## 課程・学科
- 教育・社会福祉専門課程
  - 保育科
  - 福祉介護科

## 取得資格・免許状
- 保育士資格・幼稚園教諭二種免許状：保育科
- 介護福祉士資格：福祉介護科

## 就職実績
- 保育科:専修大学北上幼稚園、ほか幼稚園、保育園など
- 福祉介護科:特別養護老人ホーム、介護老人保健施設、各種医療機関など

## 所在地
- 岩手県北上市鍛冶町1-3-1

## アクセス
- JR東北本線北上駅またはJR北上線柳原駅